# Monasterio de Santa María (Manlleu)
El antiguo monasterio de Santa María de Manlleu se encontraba situado en la población de Manlleu en la comarca catalana de Osona.

## Historia
La iglesia parroquial fue consagrada por Idalguer obispo de Vich en el año 906, pertenecía al término de la ciudad de Roda, hasta que pasó a formar parte del castillo de Manlleu. Los señores del castillo —Pere Amat de Manlleu y su esposa Guisla de Queralt— mandaron construir y dedicar en 1086 una nueva iglesia.
Arnau de Malla, obispo de Vic, dio el estatuto jurídico en 1102 para la fundación de un monasterio agustiniano. Poseía derechos parroquiales de las iglesias de Sant Martí Sescorts, Iglesia de Sant Miquel de Sorerols y Santa María de Puigpardines, además de posesiones de masías y tierras. A partir del siglo XV fue decayendo hasta que en 1592 el papa la disolvió y la unió al convento dominico de Tremp.

## El edificio
A mediados del siglo XX el edificio ha sido reedificado. Del primitivo solo se conserva una parte de los arcos románicos y góticos del claustro. Los de la galería gótica-renacentista han sido utilizados para la comunicación entre el atrio de la nueva iglesia con la rectoría. Algunos arcos románicos, han sido montados detrás de la iglesia actual. De los 24 capiteles que existían, quedan muy pocos y en mal estado, son sencillos y algunos con motivos geométricos.